# 妙光寺 (京都市)
妙光寺（みょうこうじ）は、京都府京都市右京区宇多野上ノ谷町にある臨済宗建仁寺派の寺院。山号を正覚山（しょうかくざん）と号する。本尊は釈迦如来、開基（創立者）は花山院師継、開山は心地覚心（無本覚心／法燈国師）である。
京都十刹の寺格を有する禅刹。本山・ 建仁寺が所有する「風神雷神図屏風」は、元々京都の豪商・打它公軌（うだきんのり／糸屋十右衛門）が妙光寺再興の記念に俵屋宗達に製作を依頼し、その後、妙光寺から 建仁寺に住職が移動となりその時に移動されたもの。また京焼色絵陶器の大家・野々村仁清のものと伝えられる墓がある。
開山の心地覚心は宋から味噌や醤油の技法を日本に伝えた人物といわれている。

## 歴史

### 草創期〜安土桃山
弘安8年（1285年）、当時の内大臣・花山院師継が長子の死を悼み、その山荘を寺院として心地覚心を開山に迎えて創建した。寺号は亡長男忠季の法名・妙光に由来。堂内に中国渡来の印金裂（いんきんぎれ）を貼りめぐらせたという壮麗な印金堂（開山堂）を有し、花山院家の菩提寺として広大な寺域を誇った。
持明院統・大覚寺統の天皇家の継承争いの際、花山院家は大覚寺派として後の南朝と結び付いたため、妙光寺は大覚寺統の亀山天皇、後醍醐天皇、後村上天皇の勅願寺となった。そのため、南北朝時代、建武年間には後醍醐天皇が三種の神器と共に妙光寺に逃れていたこともある。さらに室町時代、嘉吉年間（足利義教の時代）にも三種の神器は妙光寺に奉安されていた（このため本堂には「神器の間」がある）。その後、応仁の乱によって廃れた。

### 江戸時代〜昭和
寛永16年（1639年）、建仁寺の三江紹益（さんこうしょうえき）が豪商・糸屋の打它公軌らの財政的支援を得て再興する。糸屋らの支援は続き、江戸時代を通して末寺塔頭を複数かかえる大寺院として栄えた。
さらに糸屋から寺後背の山林が寄贈され巨大な境内を有する寺院となった。
しかし幕末の変革期に木戸孝允ら勤王派の一挙点となっていたことから、ほとんどすべての塔頭が新撰組の焼き討ちを受け焼失してしまう。幕末の住職が明治に入り暗殺されたことがさらに衰退に拍車をかけ無住となることが続いたため廃寺寸前となった。またさらには明治政府方針の上地令により寺域の大規模な縮小を余儀なくされた。
その後、本堂は明治期に静岡県の鉄舟寺へ売却され（現在も本堂として健在）、山門は本山建仁寺の塔頭である建仁寺護国院（現・開山塔）に移築された。
山麓に位置する当寺は、度重なる風水害により名のみ残る荒寺となってしまう。また南側の隣接地に宇多野小学校が建設され、この名刹も巨大な校舎の陰に隠れてしまい世から忘れさられてしまった。
京都の名所として有名であった「印金堂」も昭和時代に倒壊し再建されなかった。

### 平成
平成16年（2004年）より、本山建仁寺の修行僧達が中心となって寺域の整備が行われており、方丈の枯山水庭園、開山堂などが新たに建立された。
さいわいにも江戸時代からの庫裏と方丈（客殿）が残っていたため建仁寺より住職が派遣され、名刹再興に尽力している。

## 境内
平成16年（2004年）、枯山水の方丈（本堂）庭園が再興された。平成23年（2011年）には画家の井上文太により、下間の間の襖絵「干潮図」が完成した（平成23年（2011年）10月16日〜11月6日一般公開）。春には小鳥の囀りが聞こえる中、春爛漫を感じる桜の満開が見られ、また秋には少ないが何本かの見事な紅葉が見られるなど、以前の寺格にふさわしい姿を取り戻しつつある。

## 文化財

### 重要文化財
- 黄地花入菱花鳥文唐綾九条袈裟（無本覚心相伝） - 縦137.0cm、横345.0cm。田相は黄地菱鳥花唐草模様浮文紋、条葉・縁・四天は青地山茶花唐草模様綾。無本覚心が師である杭州護国仁王寺の無門慧開から相伝したと伝えられる九条袈裟。左縁に「永仁二年十二月十日」、紐座に「仏法僧呆宝」、環座に「入宋覚心」の墨書があり、筆跡から無本本人の筆と見られる。中世禅僧の伝法衣として伝わる袈裟は少なからず現存しているが、使用者と製作時期の下限が判明するものは稀少で、基準作として重要[1]。

### 京都市指定有形文化財
- 方丈

### その他文化財
- 風神雷神図屏風（複製）
- 野々村仁清墓所
- 神器の間（後醍醐天皇 遁所）
- 印金堂（廃墟）
- 禅院書院一隅の手前
- 後水尾上皇茶屋
- 勤王の志士抜穴[2]

## 逸話
- 庫裏と方丈に取り囲まれるようにある中庭中央の井戸に、高杉晋作（桂小五郎という説もある）が酔って転落したという逸話が残されている。

## 行事等
- 法燈会 - 坐禅会。毎月第3土曜日、8時から10時まで。休憩を挟んで2回行われる（法燈国師坐禅儀を読んで終了）
- 妙光会 - もともと妙光寺と関係のある尺八の会。第1・第3日曜日、13時から15時まで。方丈での献奏
- 覚心会 - 写経会。第1・第3日曜日、13時から15時まで。尺八の献奏を聴きながら出来る

## 周辺施設
- 仁和寺
- 龍安寺

## 交通アクセス
※特別公開時を除き、原則として非公開
- 京福電気鉄道北野線 宇多野駅 徒歩8分
- 京都市営バス 福王子バス停より徒歩5分